# Carpobrotus edulis

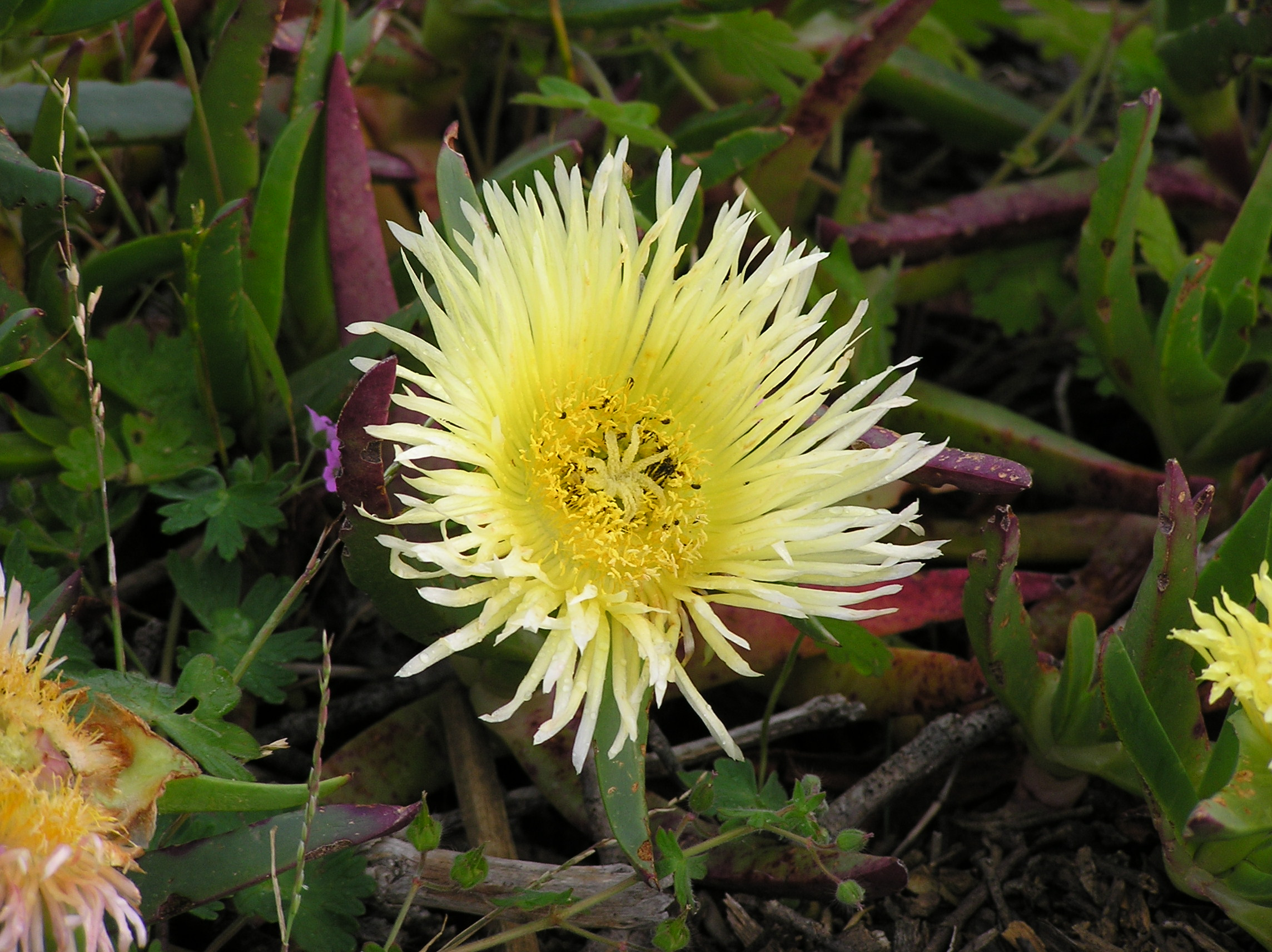
Carpobrotus edulis, West Coast National Park, África do Sul.

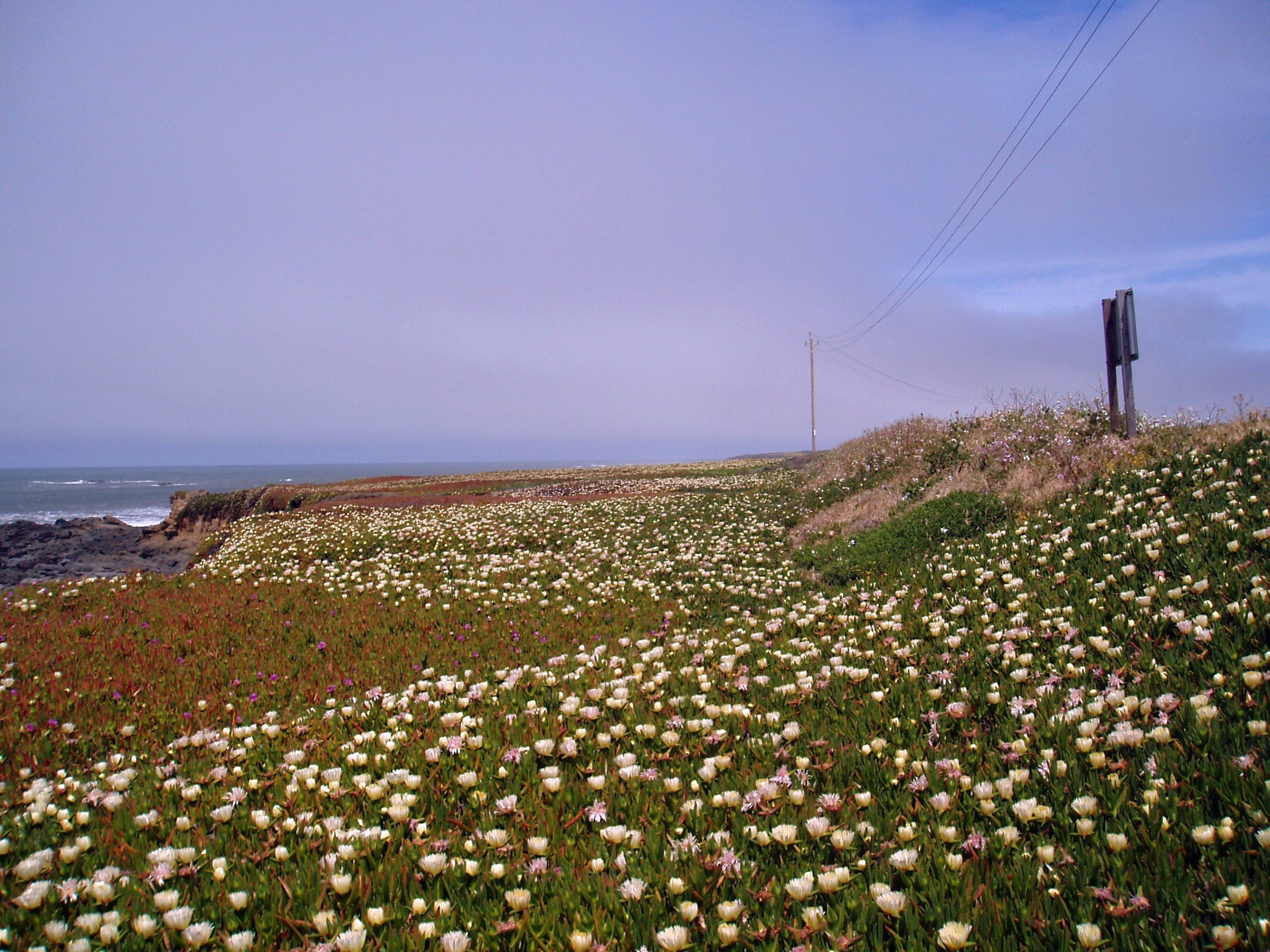
C. edulis forma extensos tapetes mono-específicos.

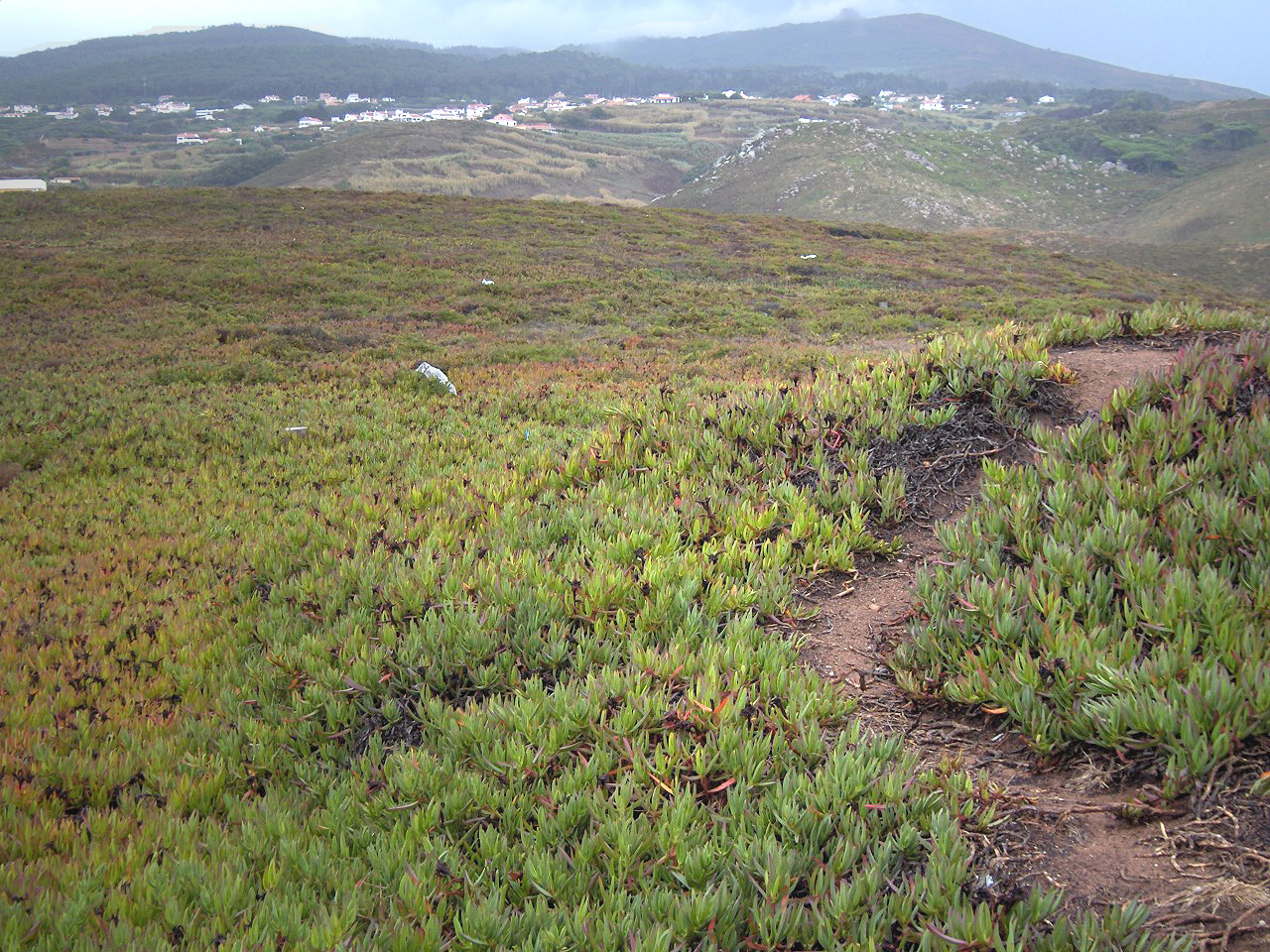
Tapete invasor no Cabo da Roca, Portugal.

Carpobrotus edulis (L.) N.E. Br, 1926, conhecida pelo nome comum de chorão-das-praias, é uma espécie de planta suculenta, rastejante, nativa da região do Cabo, na África do Sul. Cultivada como planta ornamental e pelo seu fruto comestível, em regiões com clima semelhante ao da sua área de distribuição natural, como o Mediterrâneo e partes da Austrália e Califórnia, escapou ao controle humano e tornou-se uma espécie invasora. A espécie foi anteriormente classificada com pertencente ao género Mesembryanthemum e ainda é por vezes comercializada sob esse nome.

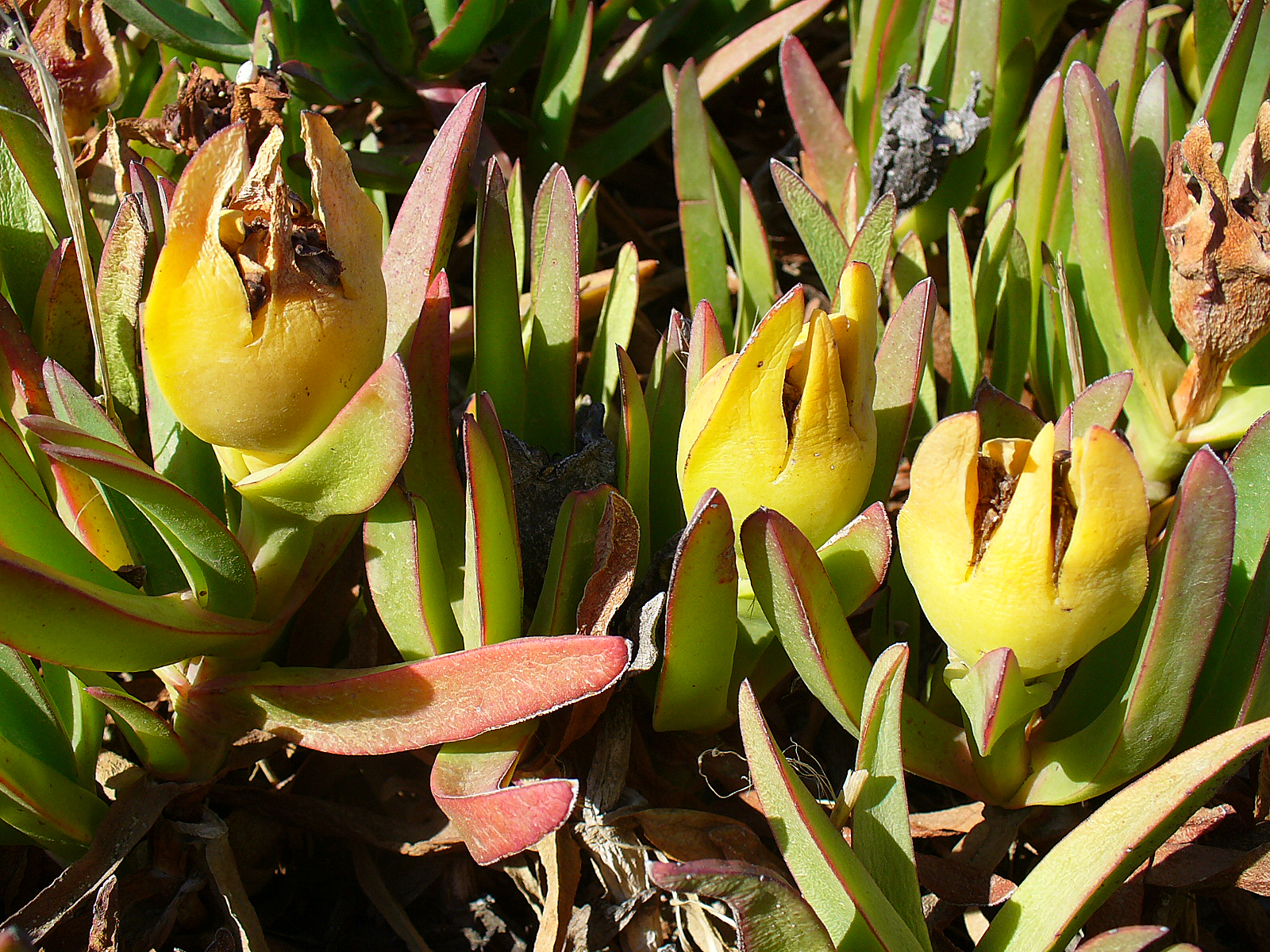
Frutos

## Descrição
O Carpobrotus edulis é um caméfito suculento e rastejante, com longos caules escamosos que podem atingir vários metros de comprimento, enraizando nos nodos. Forma densos tapetes mono-específicos, particularmente em áreas arenosas e secas, preferindo taludes e outros terrenos declivosos. Pertencente à família Aizoaceae, C. edulis é uma das cerca de 12-20 espécies que integram o género Carpobrotus. C. edulis é vivaz e perene, apresentando crescimento durante todo o ano, com rebentos que podem crescer mais de 1 m por ano. Foram encontradas plantas individuais que formaram um tapete com mais de 50 m de diâmetro.
As folhas são carnudas, apenas ligeiramente curvas, com ângulo dorsal serrilhado na parte distal, de 40 a 80 mm de comprimento e de 8 a 17 mm de largura, secção triangular (formando um triângulo aproximadamente equilátero quando seccionadas perpendicularmente ao seu eixo principal) e ápice aguçado, verde brilhantes quando jovens, com laivos avermelhados quando envelhecidas, principalmente ao longo dos rebordos. As superfícies adaxiais e laterais são distintamente côncavas, particularmente em períodos de maior secura. Grandes células translúcidas à superfície das folhas jovens produzem uma superfície brilhante que se assemelha a folhas matizadas por geada (daí a planta ser conhecida por ice-plant, ou seja planta-do-gelo, em inglês).
As flores têm estaminódios semelhantes a pétalas, amarelos. Os estames são numerosos (400 a 600), amarelos, agrupados em séries de 6 ou 7 unidades. Cada flor tem 8 a 10 estiletes livres sobre um ovário cónico, ligeiramente comprimido na sua parte basal e convexo no topo. Em cada flor, dois dos lobos do cálice são mais longos, prolongando-se para além das pétalas. O florescimento ocorre durante as estações mais quentes do ano, iniciando-se no final do inverno nas regiões mais quentes e no final da primavera em regiões menos ensolaradas. As plantas mantêm-se em flor até ao final do verão, por vezes até meados do outono, sendo comum as populações manterem-se em flor por vários meses.
O fruto, popularmente designado por figo dada a sua semelhança com um sicónio, é comestível, passando de verde a amarelo ou avermelhado com o amadurecimento e produzindo um odor pungente quando esmagado. A produção de sementes é grande, com centenas de sementes produzidas por cada fruto.
Por ser morfologicamente muito semelhante, C. edulis é facilmente confundido com algumas das espécies filogeneticamente mais próximas de Carpobrotus, incluindo com a espécie Carpobrotus chilensis, mais pequena e ecologicamente menos agressiva, com a qual hibridiza facilmente.
C. edulis pode, contudo, ser distinguido da maioria das espécies próximas de Carpobrotus pela coloração das suas flores. As grandes e vistosas flores de C. edulis, com 2,5–6 mm de diâmetro, são amarelas ou rosado claro, enquanto as flores de C. chilensis são mais pequenas, com apenas 1,5-2,5 mm de diâmetro, e de coloração magenta.

## Fitoquímica e usos
Os tecidos de C. edulis são ricos em rutina, neo-hesperidina, hiperósida, catequina e ácido ferúlico, compostos que contribuem para as propriedades antibacterianas da planta. Também contém procianidinas e propelargonidinas.
Tal como acontece com múltiplos membros da família Aizoaceae, as folhas e os frutos de C. edulis são comestíveis, podendo servir de alimento para humanos. O fruto é adocicado e com aroma agradável, embora pungente quando esmagado, sendo utilizado na África do Sul como fruto fresco, em saladas e para produzir uma compota muito acre.
Embora seja comestível, a planta é essencialmente cultivada pelo interesse ornamental das suas flores e pela facilidade como recobre o terreno, razão pela qual foi utilizada para fixar dunas e para estabilizar taludes de estrada e falésias costeiras sujeitas a erosão. Sendo suculenta e tolerante à salinização, resiste bem à secura e aos efeitos dos ventos marinhos, razão pela qual é utilizada em praias.
O cultivo de C. edulis requer solos bem drenados, exposição bem ensolarada e espaço para que a planta possa formar os seus típicos tapetes. Por ser vivaz e perene, fornece excelente cobertura do solo, resistindo em locais ventosos, secos e quentes, como cobertura do solo em dunas costeiras e os taludes de estradas.
Pode ser cultivada em solos planos, mesmo que arenosos ou constituídos por areia solta ou cascalho. Apesar de preferir solos bem drenados acídicos, cresce em solos ricos em calcário e em solos salgadiços. Quando cultivado em falésias, taludes, socalcos e estruturas de grande ângulo, forma facilmente um coberto em cascata com interesse ornamental.

## Distribuição e ecologia
A espécie tem distribuição natural nas regiões costeiras e interiores do Sul da África, ocorrendo em encostas e falésias desde Namaqualândia, na província de Northern Cape, até à província de Eastern Cape. C. edulis ocorre frequentemente nestas regiões como espécie pioneira em áreas ruderalzadas ou perturbadas.
A espécie C. edulis encontra-se naturalizada em múltiplas regiões de clima mediterrânico e de clima subtropical de todos os continentes, sendo considerada uma espécie invasora em várias dessas regiões, com destaque para as regiões costeiras da Austrália, Califórnia e de ambos os lados do Mediterrâneo, todas elas com clima similar. Nestas regiões a espécie escapou de cultura e assumiu carácter invasor, colocando sérios problemas ecológicos na conservação das associações vegetais autóctones. Ao formar vastos tapetes mono-específicos, as populações de C. edulis eliminam do habitat as espécies preexistentes, baixando a biodiversidade ao competirem directamente por nutrientes, água, luz e espaço com diversas espécies ameaçadas e em perigo de extinção.

## Galeria fotográfica

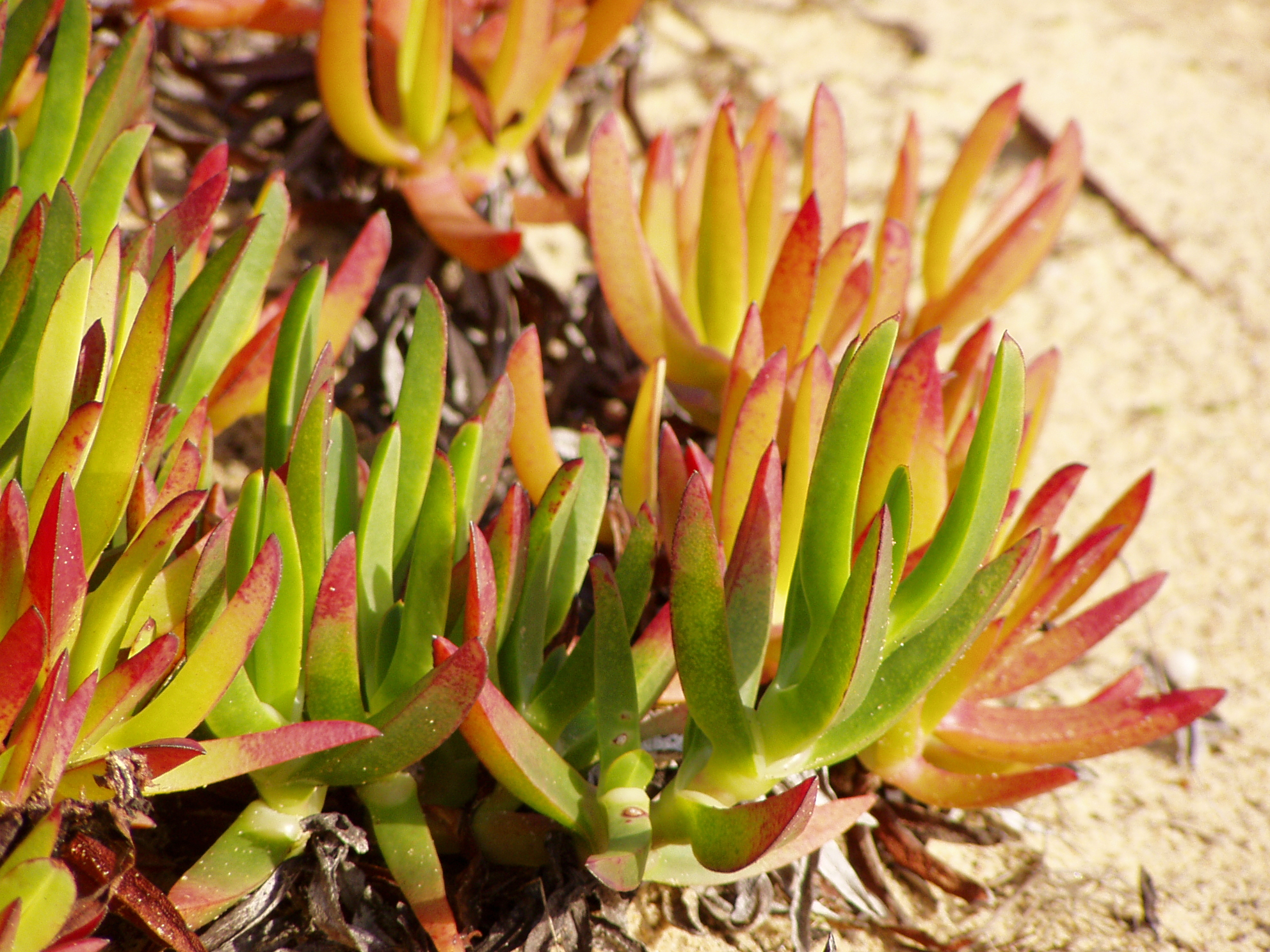
Folhas suculentas
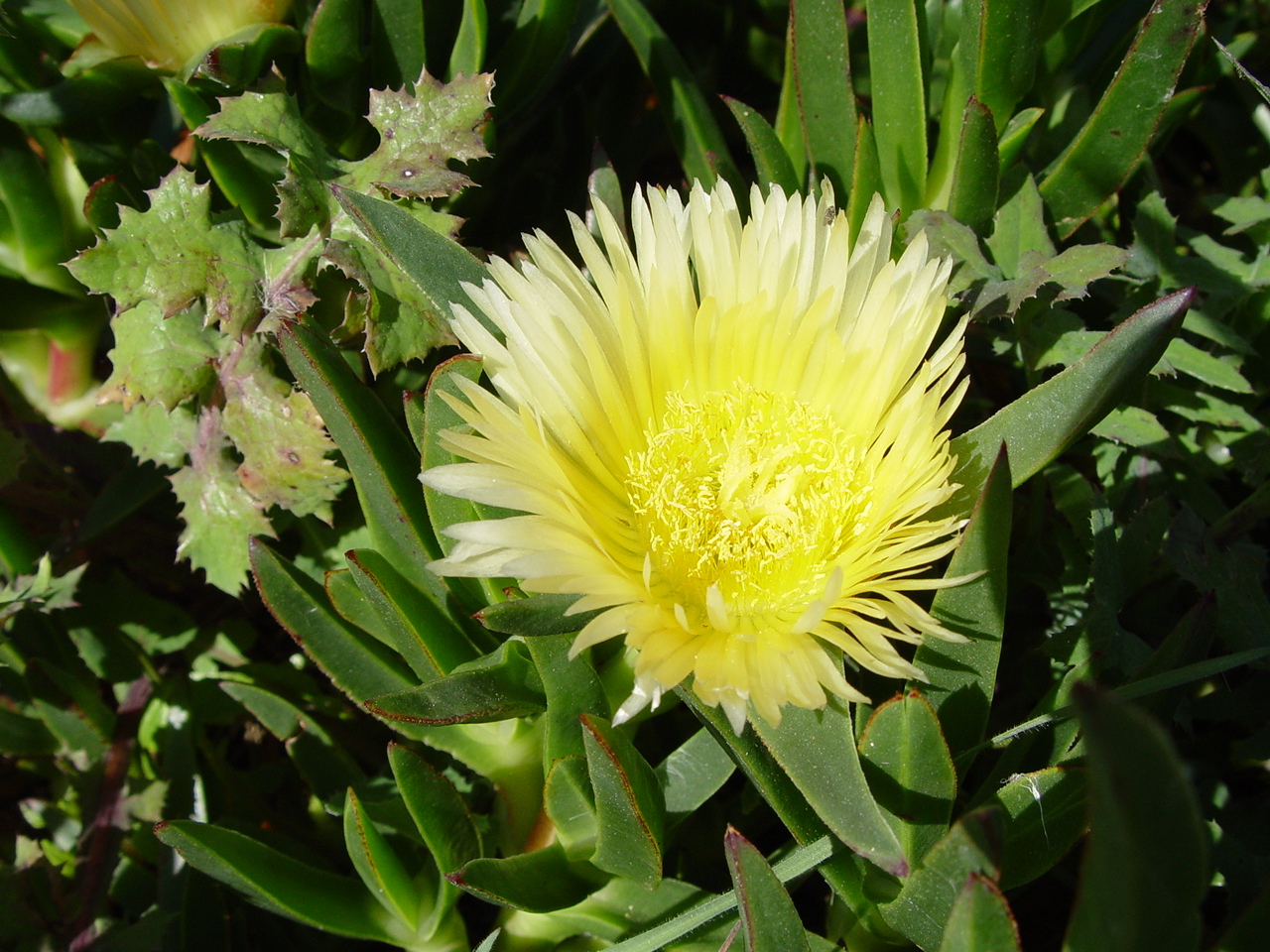
Flor